# The Trouble with Being Myself
Albums de Macy Gray
The Id
(2001) The Very Best of Macy Gray
(2004)
The Trouble with Being Myself est le troisième album de la chanteuse américaine de RnB/soul Macy Gray, sorti en 2003 sur le label Epic Records. Bien que cet album ne fut pas un grand succès pour Gray, il obtint des critiques élogieuses. Il contient certains singles à succès comme "When I See You" et "She Ain't Right for You". Il fut considéré comme un échec, notamment au Royaume-Uni où il atteint au mieux la 17e place alors que les deux précédents albums de Gray atteignirent respectivement la troisième et la première place. Aux États-Unis, il débuta sur une décevante 44e place dans le classement Billboard 200, chutant à la 47e place la semaine suivante.

## Liste des titres
1. "When I See You" (Macy Gray, Jeremy Ruzumna, Victor Indrizzo, Justin Meldal-Johnsen) – 3:43
2. "It Ain't the Money" (featuring Pharoahe Monch) (Gray, Ruzumna, Indrizzo, Meldal-Johnsen, Troy Jamerson, Beck Hansen) – 4:07
3. "She Ain't Right for You" (Gray, Ruzumna, Indrizzo, Meldal-Johnsen) – 4:12
4. "Things That Made Me Change" (Gray, Andre Harris, Vidal Davis) – 4:29
5. "Come Together" (Gray, Ruzumna, Indrizzo, Christopher Thomas) – 4:35
6. "She Don't Write Songs About You" (Gray, Ruzumna, Darryl Swann, Indrizzo, Meldal-Johnsen) – 4:39
7. "Jesus for a Day" (Gray, Ruzumna, Meldal-Johnsen, Bobby Ross Avila, Issiah J. Avila) – 3:30
8. "My Fondest Childhood Memories" (Gray, Ruzumna, Indrizzo, Meldal-Johnsen) – 3:36
9. "Happiness" (Gray, Ruzumna, Swann, Indrizzo, Meldal-Johnsen) – 4:13
10. "Speechless" (Gray, Ruzumna, Indrizzo, Meldal-Johnsen) – 4:06
11. "Screamin'" (Gray) – 3:16
12. "Every Now and Then" (Gray, Ruzumna, Indrizzo, Meldal-Johnsen) – 6:30

### Édition japonaise
1. "Lie to Me" (Gray, Ruzumna, Indrizzo, Meldal-Johnsen) – 5:34
2. "It's Love" (Gray, Ruzumna, Indrizzo, Meldal-Johnsen) – 5:40
3. "We Will Rock You" (Brian May) – 3:03

## Classements
| Classement (2003)                               | Meilleure Position |
| ----------------------------------------------- | ------------------ |
| Classement ARIA des albums en Australie         | 23                 |
| Classement des albums en Australie              | 27                 |
| Classement des albums en Belgique, Flandre      | 12                 |
| Classement des albums en Belgique, Wallonie     | 22                 |
| Classement des albums au Danemark               | 34                 |
| Classement des albums aux Pays-Bas              | 18                 |
| Classement des albums en Finlande               | 19                 |
| Classement SNEP des albums en France            | 61                 |
| Classement des albums en Allemagne              | 46                 |
| Classement des albums en Irlande                | 40                 |
| Classement FIMI des albums en Italie            | 20                 |
| Classement RIANZ des albums en Nouvelle-Zélande | 41                 |
| Classement des albums en Suisse                 | 10                 |
| Classement des albums au Royaume-Uni            | 17                 |
| U.S. Billboard 200                              | 44                 |
| U.S. Billboard Top R&B/Hip-Hop Albums           | 29                 |